# Bennie Thompson

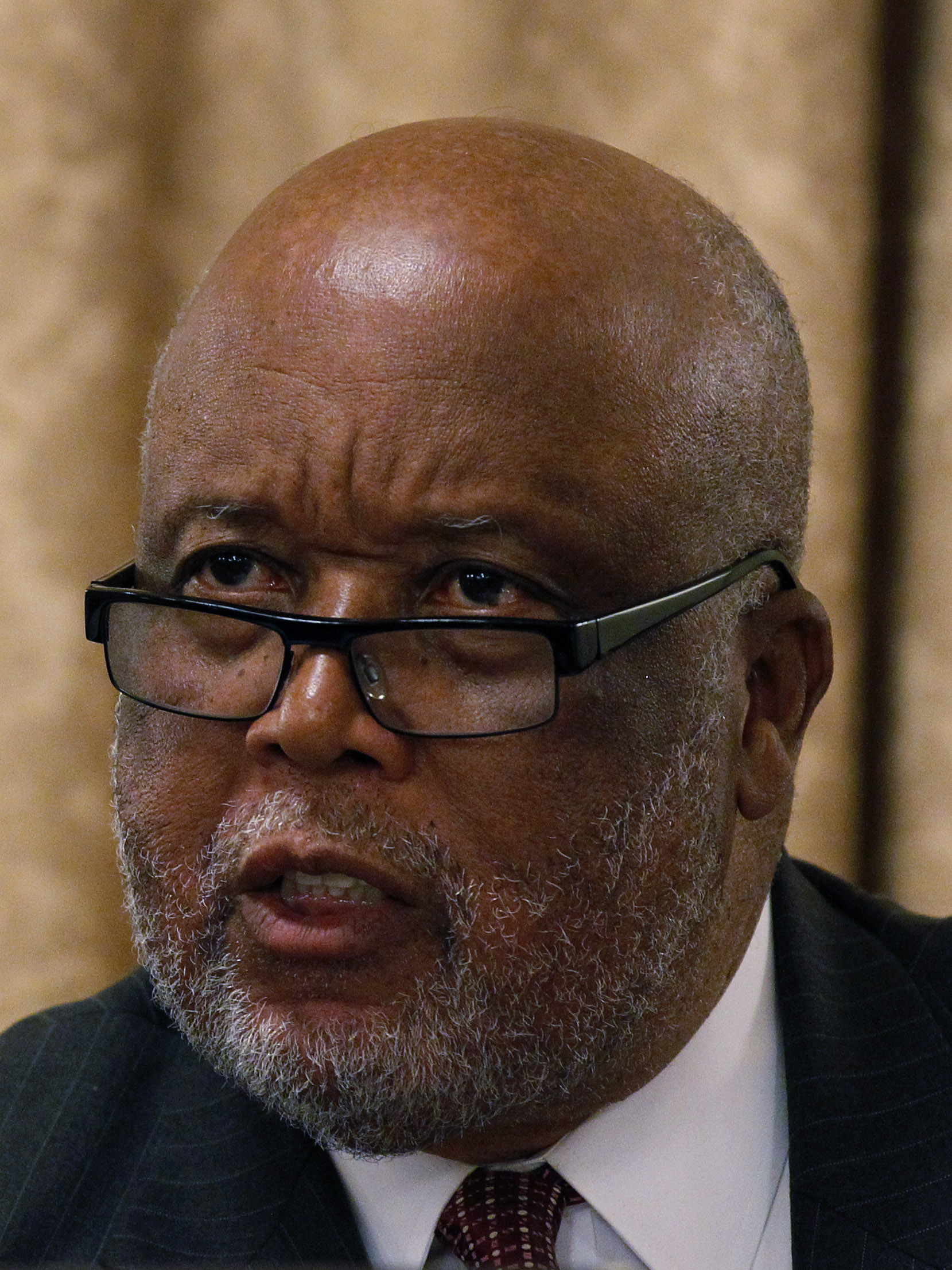
Bennie Thompson

Bennie Gordon Thompson (* 28. Januar 1948 in Bolton, Mississippi) ist ein US-amerikanischer Politiker der Demokratischen Partei. Er ist seit 1993 Abgeordneter im US-Repräsentantenhaus und vertritt den zweiten Distrikt des Bundesstaats Mississippi, der aus einem Gebiet westlich und nördlich von Jackson, der Hauptstadt des Bundesstaates, mit den Städten Vicksburg, Greenville und Clarksdale besteht.

## Leben
Bennie Thompson besuchte die öffentlichen Schulen seiner Heimat und danach bis 1968 das Tougaloo College. Im Jahr 1972 absolvierte er die Jackson State University in Jackson. Danach war er Lehrer.
Bennie Thompson ist seit 1968 mit London Johnson verheiratet. Das Paar hat eine Tochter und zwei Enkel.

## Politische Laufbahn
Zwischen 1969 und 1973 war er Mitglied im Stadtrat von Bolton und von 1973 bis 1979 war er Bürgermeister dieser Stadt. Von 1980 bis 1993 gehörte er dem Kreisrat (Board of Supervisors) im Hinds County an. Nach dem Rücktritt des Kongressabgeordneten Mike Espy, der als Landwirtschaftsminister in das Kabinett von Präsident Bill Clinton wechselte, wurde Thompson bei der fälligen Nachwahl zu dessen Nachfolger im zweiten Kongresswahlbezirk im Repräsentantenhaus in Washington gewählt. Nachdem er in allen folgenden sechzehn Wahlen, einschließlich der des Jahres 2024, jeweils in seinem Amt bestätigt wurde, gehört Thompson seit dem 13. April 1993 bis heute diesem Gremium an. Seine neue Legislaturperiode im Repräsentantenhaus des 119. Kongresses läuft bis zum 3. Januar 2027.
Von 2006 bis 2011 war Thompson Vorsitzender des United States House Committee on Homeland Security (Ausschuss für Innere Sicherheit), dem er anschließend eine Zeit lang als Oppositionsführer (Ranking Member) und seit 2019 wieder als Vorsitzender angehört. Thompson gilt als liberal. Nach den Unwetterkatastrophen des Jahres 2005 an der Golfküste unterstützte er den Wiederaufbau der Region. Schwerpunkte seiner Politik sind neben der nationalen Sicherheit die Bürgerrechte, die Landwirtschaft und das Bildungs- und Gesundheitswesen. In den letzten Jahren geriet Thompson in die Schlagzeilen, als man ihm teure Dienstreisen vorwarf.
Thompson und die National Association for the Advancement of Colored People (NAACP) haben Mitte Februar 2021 Klage gegen Trump, seinen Anwalt Rudy Giuliani sowie extremistische Gruppen wie Oath Keepers und Proud Boys eingereicht. Sie werfen ihnen vor, der Sturm auf das Kapitol in Washington am 6. Januar 2021 sei das Resultat eines sorgfältig orchestrierten Plans gewesen. Alle Beteiligten hätten das gemeinsame Ziel gehabt, Einschüchterung, Belästigung und Drohungen zu nutzen, um die Bestätigung des Wahlergebnisses zu stoppen. Ab Ende Juli 2021 leitete Thompson im 117. Kongress den Untersuchungsausschuss des Repräsentantenhauses, der die Ereignisse des 6. Januars aufklären soll.
Zurzeit ist Bennie Thompson Mitglied in folgenden Ausschüssen:
- Committee on Homeland Security (Vorsitzender)
  - Border Security, Facilitation, and Operations
  - Cybersecurity, Infrastructure Protection, and Innovation
  - Emergency Preparedness, Response, and Recovery
  - Intelligence and Counterterrorism
  - Oversight, Management, and Accountability
  - Transportation and Maritime Security
- Select Committee to Investigate the January 6th Attack (Vorsitzender)